# Deladenus siricidicola
Deladenus siricidicola är en rundmaskart som beskrevs av Bedding 1968. Deladenus siricidicola ingår i släktet Deladenus och familjen Neotylenchidae. Inga underarter finns listade i Catalogue of Life.